# 宝山镇 (北京市)
宝山镇是中国北京市怀柔区下辖的一个镇，位于怀柔区北部山区，北与河北省接壤，111国道穿镇而过。

## 行政区划
宝山镇下辖25个村委会：
宝山寺村、养渔池村、超梁子村、对石村、西黄梁村、盘道沟村、西帽山村、牛圈子村、大黄木厂村、小黄木厂村、下坊村、转年村、杨树下村、郑栅子村、温栅子村、下栅子村、四道河村、道德坑村、阳坡村、松树台村、四道窝铺村、碾子村、菜树甸村、三块石村和江村。